# 무적함대
위대하고 가장 축복받은 함대(스페인어: Grande y Felicísima Armada 그란데 이 펠리시시마 아르마다[*]) 혹은 무적함대(스페인어: Armada Invencible 아르마다 인벤시블레[*])는 1588년 메디나 시도니아(Medina Sidonia) 공작의 지휘하에 영국 상대로 출항했던 에스파냐의 함대이다. 흔히 영국-에스파냐 전쟁에서 영국의 함대에 분쇄된 것으로 알려져 있지만, 실제로는 영국 함대와의 교전으로 잃은 배는 3척에 불과하다. 나머지 배는 태풍으로 말미암은 비전투 손실로 침몰하였다.
무적함대는 메리 1세 여왕의 남편이었던 펠리페 2세 왕이 파병하였다. 파병 목적은 스페인령 네덜란드의 일부인 네덜란드 공화국에 대한 영국의 지원을 억제하고, 신세계에 있는 스페인령 영토와 대서양 보물 선단에 대한 영국의 공격을 차단하는 것이었다. 교황 식스토 5세는 상륙 보상금 계약(the promise of a subsidy should it make land)을 통해 원정을 지원하였다.
본디 무적함대는 많은 경험 갖추었던 알바로 데 바산(Álvaro de Bazán)이 지휘했었지만, 출항 몇달 전인 1588년 2월에 사망하였기 때문에 메디나 시도니아가 임용되었다. 출항 초 스페인 왕립 해군(Spanish Royal Navy) 소속 22척의 전함과 개조한 상선 108척 있었다. 이 함대는 영국 해협을 지나 플랑드르 연안에 정박할 계획이었다. 플랑드르에서 스페인 테르쇼(tercios)의 파르마(Parma) 공작군이 스페인령 네덜란드에서 북해를 지나 영국 남동 지방에 상륙하기 위해 무적함대의 호위를 기다리고 있었다.
무적함대는 영국 함대 공격을 받았지만, 영국 해협으로의 항해를 강행하여 프랑스와 스페인령 네덜란드 사이 연안 경계 지역인 그레벨링건(Grevelingen) 남해의 넓은 수면에 정박했다. 그곳에서 파르마군 연락을 기다리다가 화선(fire ship) 공격을 받아 대열을 잃고 흩어지게 되었으며, 이후 197척에 달하는 영국 함대의 공격을 받았다. 뒤이어 벌어진 그레벨링건 전투(Battle of Gravelines)에서도 소수의 함선을 더 잃었으며, 이 결과 스페인은 파르마군과 집결을 포기하게 된다.
무적함대는 비록 뿔뿔이 흩어졌지만 많은 함선이 있었으나, 함선을 재편성하여 남쪽으로 퇴각하기 시작했다. 이 과정에서 영국 남쪽 해안 지역까지 영국 함대의 습격을 받았다. 무적함대는 스코틀랜드 주위로 항해하여 대서양으로 나간 후 아일랜드를 지나 스페인로로 퇴각을 시도했다. 그러나 도중에 큰 폭풍을 만나 함대 일부가 손상되었으며, 24척 이상 배는 아일랜드 북부와 서부 해안에서 난파했고, 난파한 배 생존자들은 스코틀랜드로 피난해야만 했다.
이 전투 후에 다음과 같은 비문이 적힌 대형 메달을 만들었다.
신이 입김을 불자 그들은 흩어졌다.
God blew and they were scattered.